# Deutsche Linux-Distribution
La Deutsche Linux-Distribution (DLD) fue la primera distribución Linux alemana.
Apareció por primera vez en 1992, y fue publicada a partir de 1994 por la empresa Delix Computer GmbH, que había sido fundada por Dirk Haaga, Nils Mache y Jens Ziemann, producido y distribuido desde Stuttgart.
Delix Computer GmbH ofrecía a sus clientes la DLD (Deutsche Linux-Distribution) como versión premium y una versión de Slackware de bajo costo.

## Características
Venía con dos manuales, ambos en alemán, que proporcionan información para poner en marcha el sistema. Los menús durante el proceso de instalación, muchas páginas de manual y algunos mensajes del sistema estaban en alemán.
Inicialmente era compatible con Slackware, pero esta compatibilidad se abandonó cuando se cambió el sistema init de estilo BSD al estilo System V y se introdujo RPM como formato de paquetes por defecto. DLD se distinguió por traducir casi toda la documentación y los programas al alemán.

## Versiones
A principios de 1999, la versión 6.0 Professional de DLD fue certificada por IBM con un Certificado IBM para distribución Linux (IBM-Zertifikat für Linux-Distribution, en alemán).
La última versión de DLD fue la 6.1 en 1999, y después de que Red Hat adquiriera Delix ese año, DLD dejó de funcionar. Dirk Haaga continuó dirigiendo Red Hat Deutschland GmbH (Red Hat Alemania), como director general hasta su trágica muerte accidental en 2006. y también fue responsable de ventas en Europa.